# Mu Serpentis
Mu Serpentis (Tiānrǔ (天乳), 32 Serpentis) é uma estrela na direção da constelação de Serpens. Possui uma ascensão reta de 15h 49m 37.27s e uma declinação de −03° 25′ 48.5″. Sua magnitude aparente é igual a 3.54. Considerando sua distância de 156 anos-luz em relação à Terra, sua magnitude absoluta é igual a 0.14. Pertence à classe espectral A0V.